# Haworthia pusilla
Haworthia pusilla är en grästrädsväxtart som beskrevs av M. Hayashi. Haworthia pusilla ingår i släktet Haworthia och familjen grästrädsväxter. Inga underarter finns listade i Catalogue of Life.